# Volání kukačky
Volání kukačky (The Cuckoo's Calling) je detektivní román britské spisovatelky Joanne Rowlingové vydaný pod pseudonymem Robert Galbraith. Toto dílo vyšlo v roce 2013 a do češtiny bylo přeloženo v únoru 2014. Navazujícími díly detektivní série jsou: Hedvábník (The Silkworm), Ve službách zla (Career of Evil), Smrtící bílá (Lethal White) a Neklidná krev (Troubled Blood).
Kniha byla zpočátku vydána jako debut bývalého vojáka Roberta Galbraitha. Kritiky na knihu byly příznivé, avšak dílo se bestsellerem nestalo. Novináři chtěli s Galbraithem udělat rozhovor, což nakladatelství odmítlo a začaly se šířit spekuluce, že jde o pseudonym. Do pátrání po skutečném autorovi se zapojily počítačové programy, které dokážou komparací textu alespoň přibližně určit autora. Poté, co se prozradilo, že skutečným autorem je Joanne Rowlingová, se kniha dostala do čela žebříčků nejprodávanějších knih.

## Děj
Volání Kukačky je první kniha ze série o soukromém detektivovi a válečném veteránovi z Afghánistánu Cormoranu Strikeovi. Tento třicátník nosí protézu nohy, která ho spolu s jeho zkušenostmi a vzhledem dělá mnohem starším, než vypadá. Najímají si ho většinou žárliví manželé či manželky. Jeho prvním velkým případem je smrt slavné modelky Luly Landryové, k jejímuž vyřešení musí proniknout do světa bohatých mužů a krásných žen. V jeho práci mu pomáhá asistentka Robin, která má se Strikem blízký vztah, avšak ne milenecký.